# 20 avril 1936
Le lundi 20 avril 1936 est le 111e jour de l'année 1936.

## Naissances
- Alex Harley (mort le 24 juin 1969), joueur de football écossais
- Alphonse de Bourbon (mort le 30 janvier 1989), noble hispano-français
- Hector Maison, footballeur argentin
- John Kenneth McKinnon, homme politique canadien
- Lisa Davis Waltz, actrice américaine
- Ljubica Jović, actrice croate
- Margot Lefebvre (morte le 19 décembre 1989), chanteuse et animatrice québécoise
- Pat Roberts, politicien américain
- Pauli Ellefsen (mort le 24 août 2012), homme politique des îles Féroé
- Rolando Rocchi (mort le 19 septembre 1983), joueur et entraîneur italien de basket-ball
- Shigeyoshi Kasahara, entraîneur japonais de basket-ball

## Décès
- Edouard Hippolyte Alexandre Gerardin (né le 5 décembre 1889), diplomate français
- Joseph Groulx (né le 10 juillet 1883), joueur professionnel canadien de hockey sur glace
- William Brown MacDougall (né le 16 décembre 1868), peintre britannique
- Wladimir Giesl von Gieslingen (né le 18 février 1860), général et diplomate austro-hongrois

## Événements
- Publication du roman de George Orwell : Et vive l'Aspidistra !